# Джон Ландстрем
Джон Ландстрем (англ. John Lundstram, нар. 18 лютого 1994, Ліверпуль) — англійський футболіст, півзахисник турецького «Трабзонспора».

## Клубна кар'єра
Вихованець клубу «Евертон» з рідного міста Ліверпуль, в академії якого перебував з ранніх років. У червні 2011 року Ландстрем підписав дворічний професійний контракт з «Евертоном», втім за першу команду так і не зіграв, виступаючи виключно на правах оренди в нижчолігових англійських клубах. По завершенні сезону 2014/15 покинув «Евертон» на правах вільного агента через закінчення контракту.
13 серпня 2015 року Ландстрем підписав дворічну угоду з клубом «Оксфорд Юнайтед», що грав у Другій англійській лізі з можливістю продовження ще на один рік. З командою за підсумками дебютного сезону посів 2 місце та вийшов до третього за рівнем англійського дивізіону, а також став фіналістом Трофею Футбольної ліги, втім фінальний матч проти «Барнслі» (2:3) пропустив через дискваліфікацію. Перед наступним сезоном, 12 липня 2016 року, було оголошено про призначення Ландстрема капітаном команди у віці 22 років після відходу з команди захисника Джейка Райта. У статусі капітана Джон допоміг клубу закріпитись у Першій лізі, посівши високе 8 місце, а також вдруге поспіль дійти до фіналу Трофею Футбольної ліги. Цього разу Ландстрем взяв участь у вирішальному матчі, але його команда знову програла, на цей раз 1:2 «Ковентрі Сіті».
У липні 2017 року Ландстрем приєднався до «Шеффілд Юнайтед» з Чемпіоншипу, підписавши трирічний контракт. У сезоні 2018/19 Джон зіграв лише 10 матчів у чемпіонаті, але клуб посів 2-е місце і безпосередньо вийшов до Прем'єр-ліги. 10 серпня 2019 року півзахисник дебютував у найвищому дивізіоні Англії в гостьовому матчі з «Борнмутом» (1:1). 18 серпня 2019 року він забив свій перший гол у Прем'єр-лізі, принісши цим м'ячем мінімальну у перемогу над «Крістал Пелес» з рахунком 1:0. Таким чином Ландстрем забив бодай один м'яч у кожному з чотирьох найкращих дивізіонів англійського футболу.
Після вильоту «Шеффілд Юнайтед» з вищого дивізіону, 5 липня 2021 року Ландстрем підписав трирічний контракт з шотландським чемпіоном, клубом «Рейнджерс». У першому ж сезоні він став з командою володарем Кубка Шотландії, а також допоміг команді стати фіналістом тогорічної Ліги Європи.
У червні 2024 року на правах вільного агента підписав контракт на три роки з турецьким «Трабзонспором».

## Виступи за збірні
З 2010 року Ландстрем став виступати за юнацьку збірну Англії до 17 років, з якою став півфіналістом юнацького чемпіонату Європи 2011 року у Сербії і потрапив до символічної збірної турніру, за що УЄФА порівняла його з іншим опорним півзахисником і уродженцем Мерсісайду Стівеном Джеррардом. Цей результат дозволив команді поїхати і на юнацький чемпіонат світу 2011 року в Мексиці, де Ландстрем також був основним гравцем і зіграв в 4 іграх, а англійці вилетіли на стадії чвертьфіналу.
Наступного року з командою до 19 років Ландстрем став півфіналістом юнацького чемпіонату Європи 2012 року в Естонії, а в матчі групового етапу проти Франції (2:1) забив гол.
28 травня 2013 року він був включений Пітером Тейлором до заявки збірної до 20 років на молодіжний чемпіонат світу 2013 року в Туреччині. Там англійці несподівано не здобули жодної перемоги і посіли останнє місце у групі, а Джон зіграв у одному матчі проти Іраку (2:2).

## Титули і досягнення
- Володар Кубка Шотландії (1):

«Рейнджерс»: 2021/22
- Володар Кубка шотландської ліги (1):

«Рейнджерс»: 2023/24

### Індивідуальні
- У символічній збірній юнацького (U-17) чемпіонату Європи: 2011[27]

## Особисте життя
Своє прізвище Джон успадкував від свого норвезького прадіда
Незважаючи на те, що Ландстрем є вихованцем «Евертона», він вболіває за непримиримого ворога «ігрисок», «Ліверпуль»